# سارتانگ
سارتانگ (به لاتین: Sartang) یک رود در روسیه است که در یاقوتستان واقع شده‌است.